# Petroica polymorpha
Petroica polymorpha або тоутоваї соломонський — вид горобцеподібних птахів родини тоутоваєвих (Petroicidae). Ендемік Соломонових островів.

## Опис
Самці номінативного підвиду мають два морфи: з чорною і рудуватою головою. Самиці схожі на самців рудуватої морфи, однак мають тьмяніше забарвлення. Самці підвиду P. p. septentrionalis схожі на чорноголових самців номінативного підвиду; у самок верхня частина тіла рудувата, а на крилах білі смуги. Самці підвиду P. p. kulambangrae  схожі на самців підвиду P. p. septentrionalis, однак самиці червонуатіші, а на грудях в ниг червона пляма. Самці P. p. dennisi схожі на чорноголових самців номінативного підвиду; тім'я у самиць коричнево-оливкове, крила і спина чорні.

## Таксономія
Птахів виду Petroica polymorpha раніше вважали підвидом острівного тоутоваї (Petroica multicolor). За результатами гентичних досліджень цей вид був розділений, і Petroica boodang, Petroica pusilla і Petroica polymorpha були виділені як окремі види. Наукова назва Petroica multicolor була збережена за острівним тоутоваї.

### Підвиди
Виділяють чотири підвиди, кожен з яких мешкає на окремому острові:
- P. p. septentrionalis Mayr, 1934 - Бугенвіль;
- P. p. kulambangrae Mayr, 1934 - Коломбангара;
- P. p. dennisi Cain e I. C. J. Galbraith, 1955 - Гуадалканал;
- P. p. polymorpha Mayr, 1934 - Макіра.

## Поширення і екологія
Цей вид птахів є ендеміком архіпелагу Соломонові острови. Він мешкає в гірських і субальпійських тропічних лісах.

## Раціон
Цей вид птахів харчується комахами, павуками і псевдоскорпіонами.

## Розмноження
В кладці 2-4 яйця блідо-сірого або зеленуватого кольору. Пташенята народжуються в серпні.